# Empidonax alnorum
Empidonax alnorum là một loài chim trong họ Tyrannidae.

## Hình ảnh

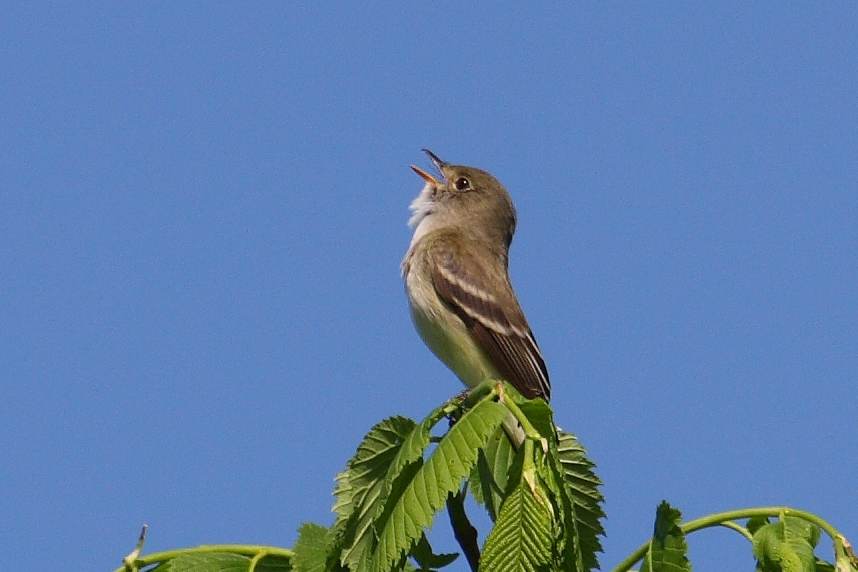
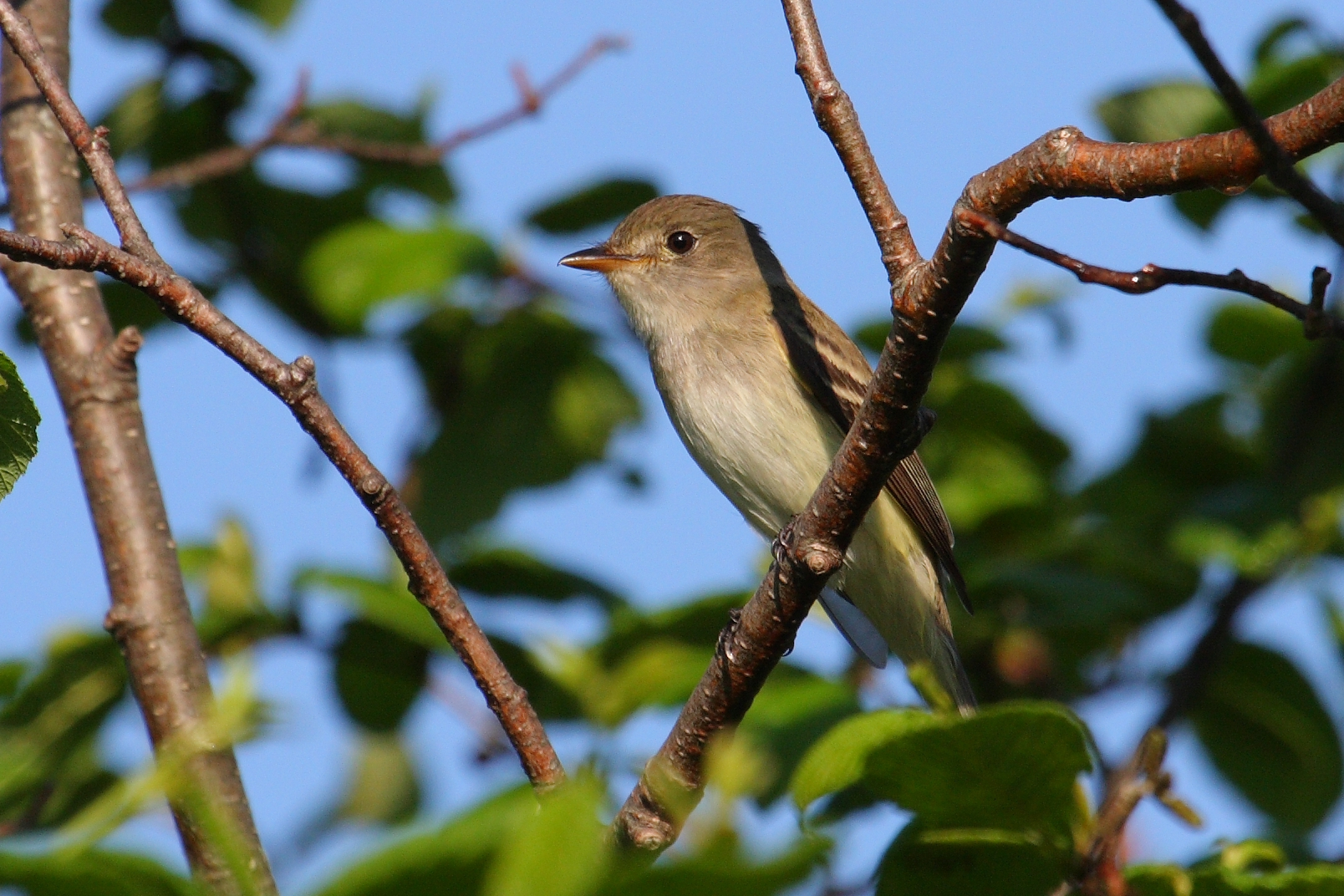